# Törley-mauzóleum
A Törley-mauzóleum Budafokon, Budapest XXII. kerületében, a Sarló utca 6-os szám alatt található.

## Története
1909-ben épült a szecessziós-neobizánci sírkápolna, melyet Törley József 1907-ben bekövetkezett váratlan halála után özvegye, Sacelláry Irén építtetett. A mauzóleum a Törley-kastély kertjének legmagasabb pontján helyezkedik el.
Tervezője Ray Rezső Vilmos volt, olaszországi építőmesterek építették, a kőfaragási, illetve szobrászati munkákat Damkó József végezte. A szentélyben illetve a kupolán található üvegmozaik ablakok nagy valószínűséggel Róth Miksa műhelyének munkái.
Az épület egyedi módon ötvözi a hagyományos ortodox mauzóleumépítés és a szecesszió jegyeit. Hazánk egyik legnagyobb sírépítménye. Az épület kétszintes: egy felső kápolnából és egy kriptából (altemplom) áll.
Az épület jelenleg belülről rendkívül elhanyagolt állapotban van, nem látogatható. Korábban bizáncias volt belső festése.

## Galéria

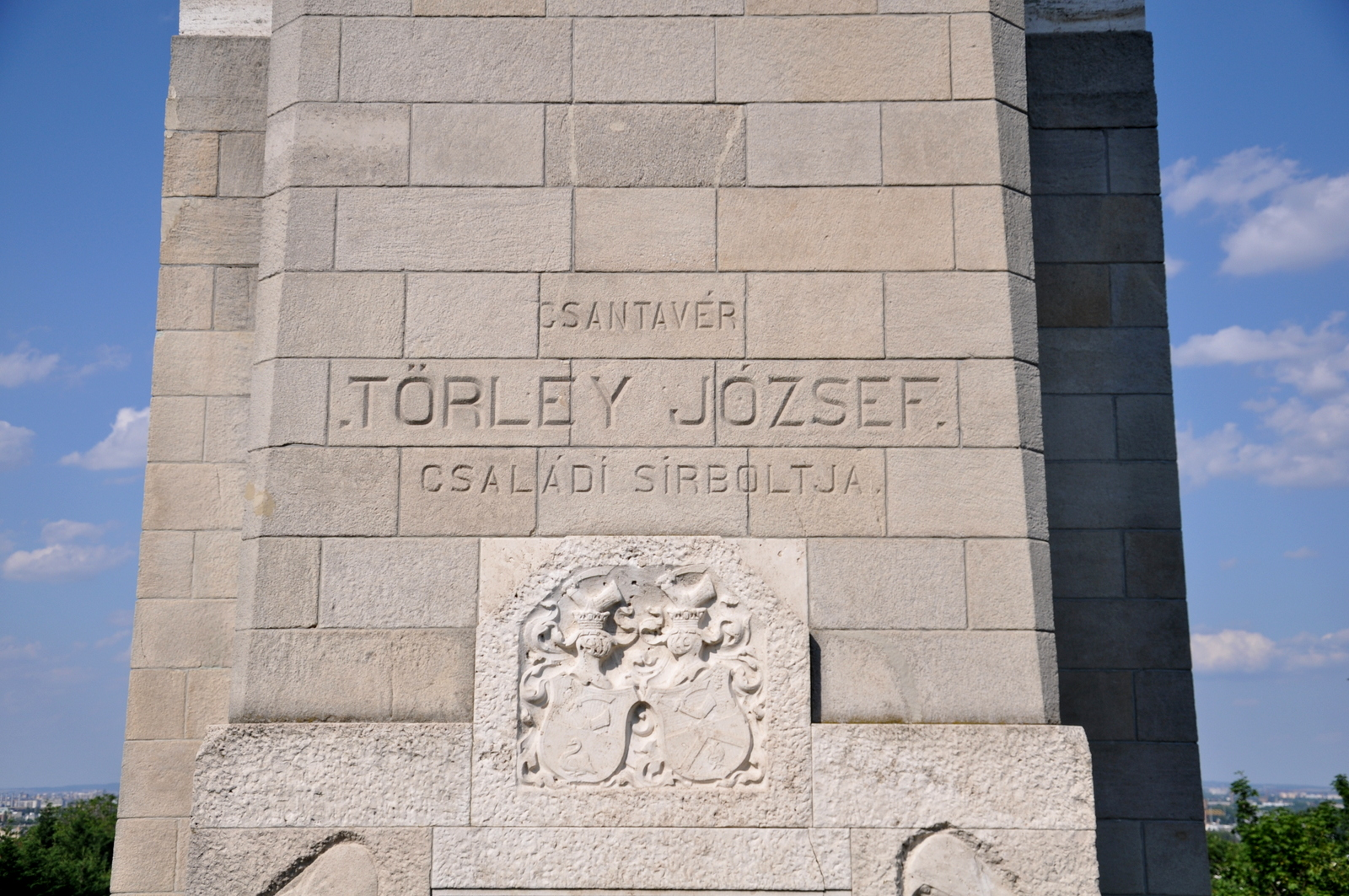
A névtábla
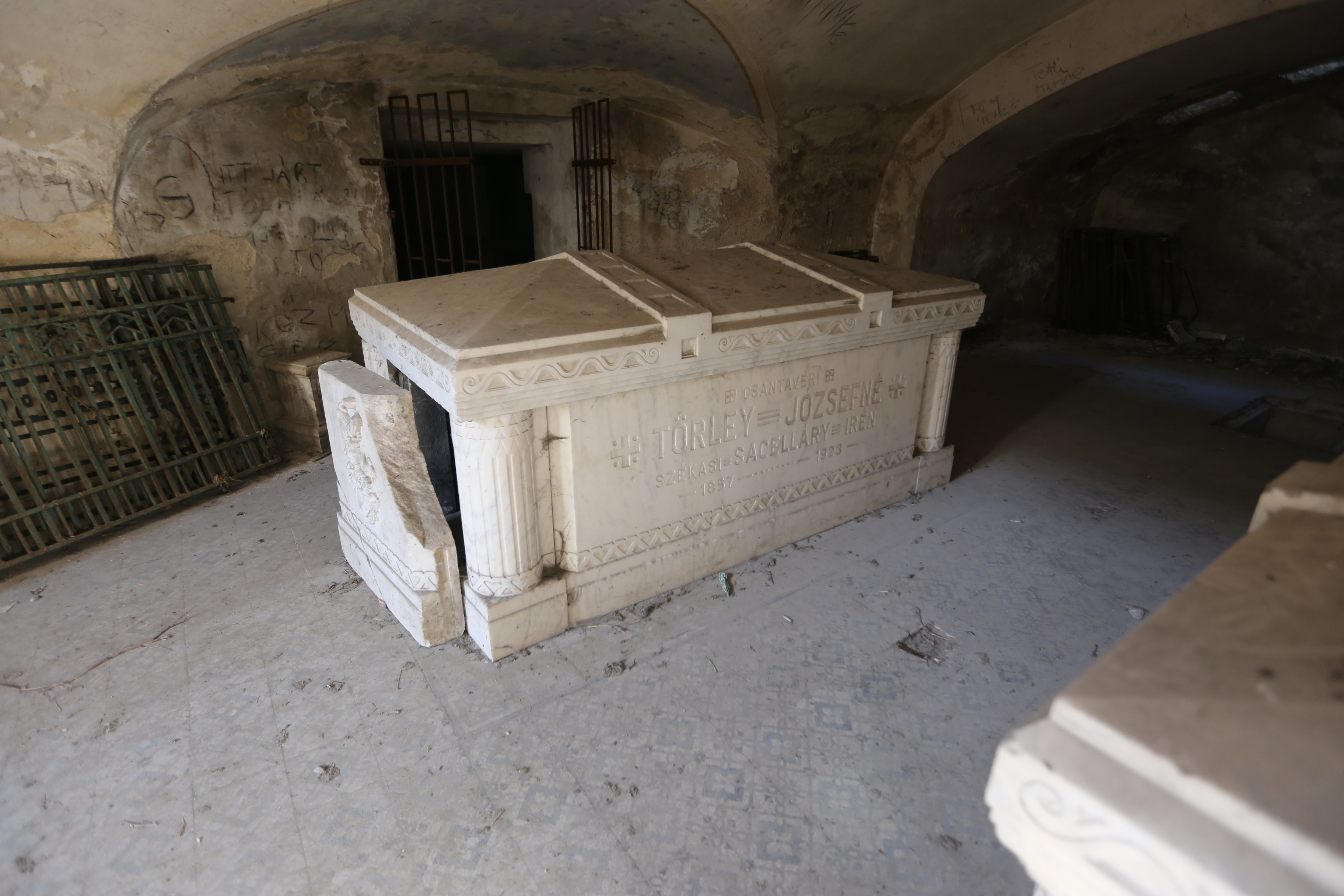
a feltört kripta
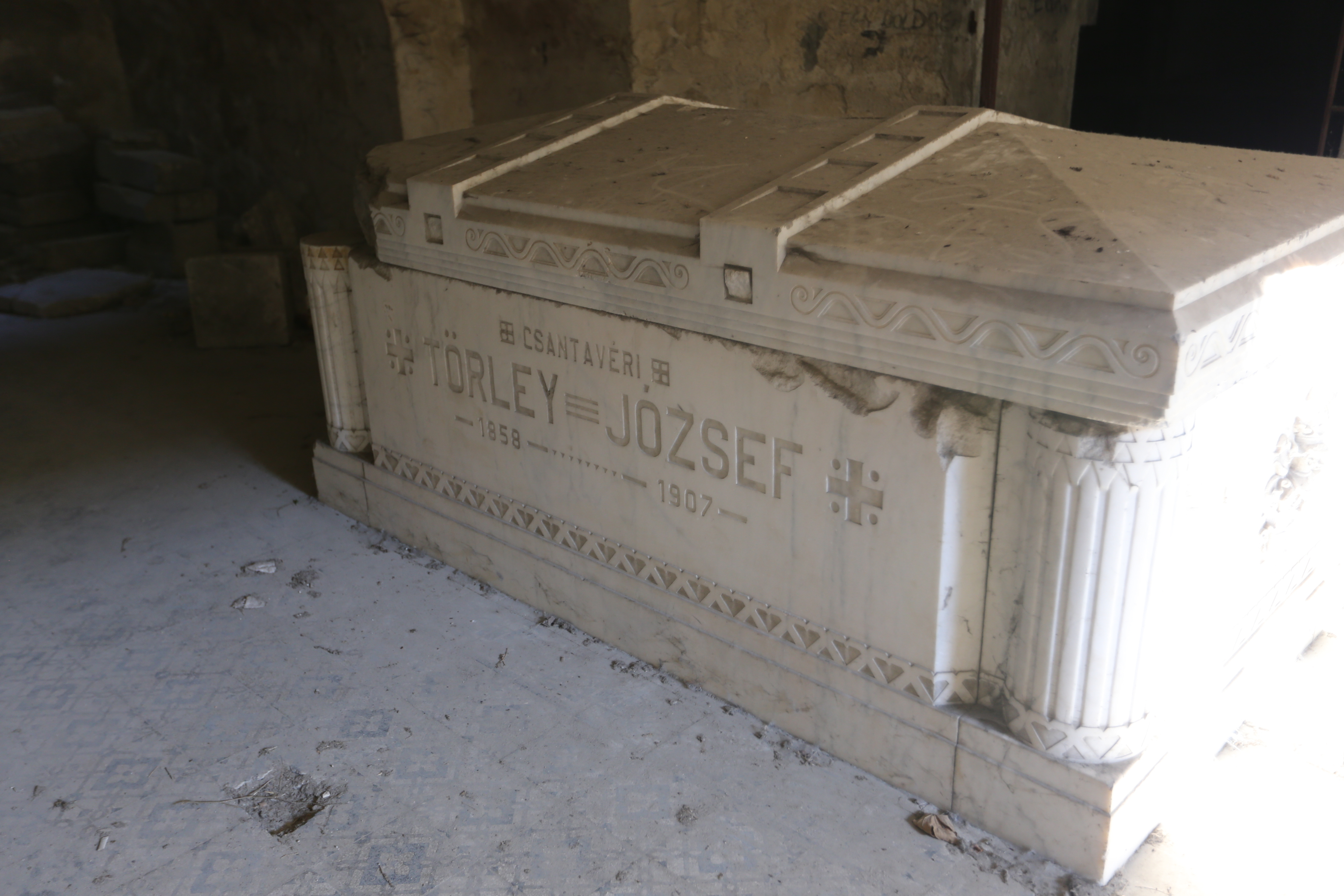
Törley József szarkofágja
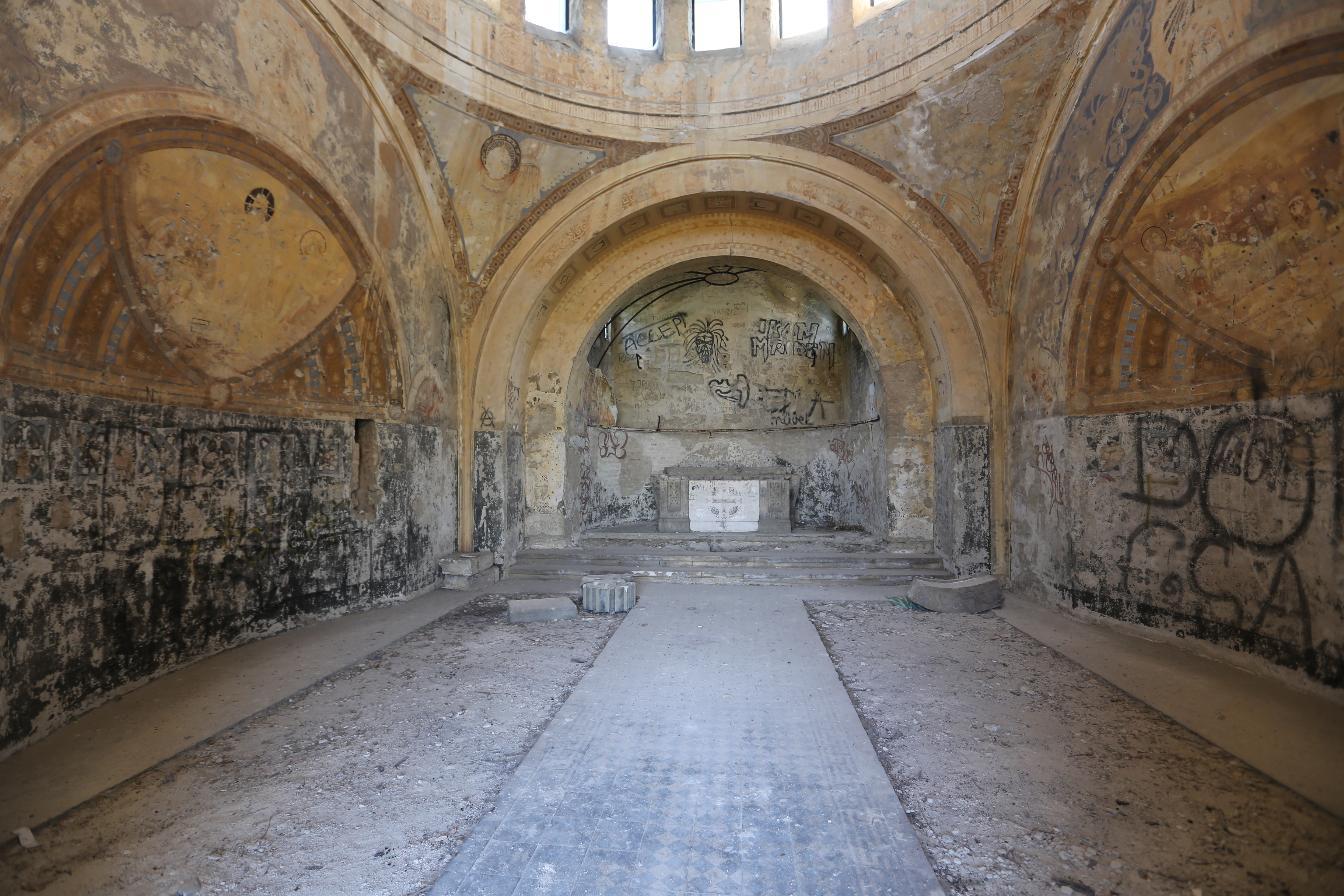
a kifosztott felső kápolna